# Gedenkstätte Siersburg

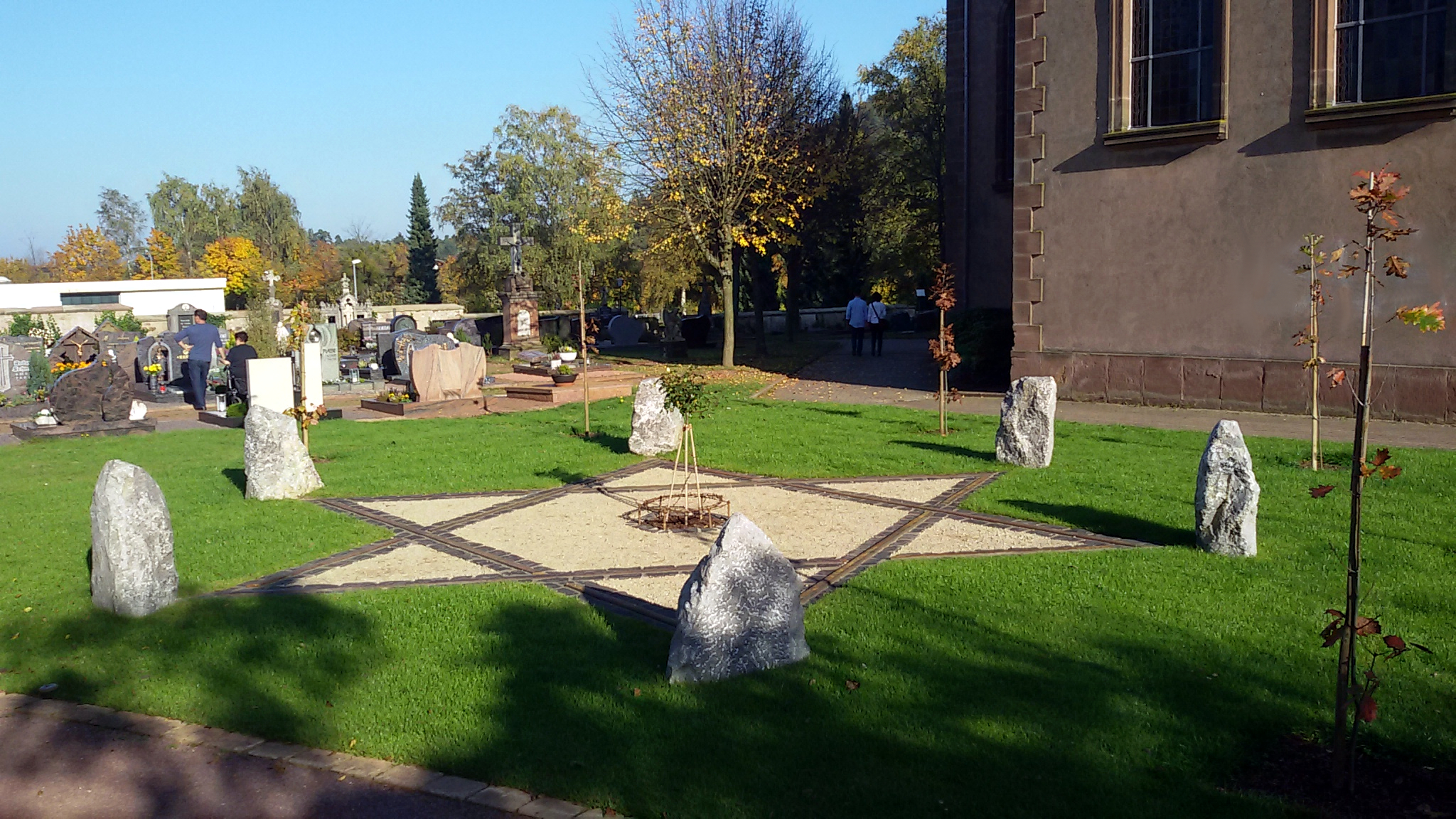
Gedenkstätte Siersburg, 2025

Die Gedenkstätte Siersburg erinnert an die Deportation der letzten Jüdinnen und Juden aus Rehlingen-Siersburg am 22. Oktober 1940 in das Internierungslager Gurs im Rahmen der Wagner-Bürckel-Aktion.

## Aufbau und Symbolik
In die Erde eingelassene Eisenbahnschienen bilden eine ca. 10 Meter große Skulptur in Form eines Davidsterns. Die Eisenbahnschienen erinnern an die über 70 Stunden dauernde Deportation in verschlossenen Eisenbahnwaggons. An den Sternspitzen stehen sechs Findlinge, die aus der Vorpyrenäen-Region bei Gurs stammen. Sechs amerikanische Roteichen bilden den Abschluss der Bodenskulptur. Roteichen wachsen heute auch auf der Fläche des ehemaligen Lagers Gurs.
In der Mitte der Gedenkstätte steht ein weißes Rosenbäumchen. Die weiße Rose verweist auf die Unschuld der in Gurs Inhaftierten.
Die Gedenkstätte befindet sich neben der katholischen Kirche St. Martin in Siersburg. Sie ist frei zugänglich.

## Entstehung
Im Rahmen eines Workcamps des Internationalen Jugendgemeinschaftsdienstes wurde die Gedenkstätte Siersburg im Sommer 2017 von elf Jugendlichen aus sieben Ländern (Russland, der Ukraine, Serbien, Italien, Spanien, Mexiko und Deutschland) erbaut. Unterstützt wurden die Jugendlichen bei ihrer dreiwöchigen Arbeit vom Bauhof der Gemeinde Rehlingen-Siersburg.
Am 11. August 2017 wurde die Siersburger Gedenkstätte eingeweiht.

## Schändung der Gedenkstätte
Am 29. Januar 2020, nur zwei Tage nach dem Gedenktag zum 75. Jahrestag der Befreiung des Konzentrationslagers Auschwitz, wurde das Mahnmal geschändet. Unbekannte Täter knickten die gepflanzten Eichen um, hackten einige von ihnen ab und zertrampelten den weißen Rosenstrauch in der Mitte des Davidsterns.
Zwei Tage nach der Zerstörung fanden sich zahlreiche Menschen zu einer Kundgebung an der Gedenkstätte ein.